# Platyrrhinus aurarius
Platyrrhinus aurarius (Handley & Ferris, 1972) è un pipistrello della famiglia dei Fillostomidi diffuso nell'America meridionale.

## Descrizione

### Dimensioni
Pipistrello di medie dimensioni, con la lunghezza totale tra 75 e 82 mm, la lunghezza dell'avambraccio tra 51 e 54 mm, la lunghezza del piede tra 14 e 17 mm, la lunghezza delle orecchie tra 20 e 22 mm e un peso fino a 31 g.

### Aspetto
La pelliccia è lunga con i singoli peli dorsali a quattro colori. Le parti dorsali sono bruno-nerastre, con una sottile striscia sottile ma visibile più chiara che si estende dalla zona tra le spalle fino alla groppa, mentre le parti ventrali sono marroni scure. Il muso è corto e largo. La foglia nasale è ben sviluppata e lanceolata. Due strisce giallo-brunastre sono presenti su ogni lato del viso, la prima si estende dall'angolo esterno della foglia nasale fino a dietro l'orecchio, mentre la seconda parte dell'angolo posteriore della bocca e termina alla base del padiglione auricolare. Una lunga vibrissa è presente su ogni guancia. Le orecchie sono larghe, triangolari, ampiamente separate e con diverse pieghe molto marcate sulla superficie interna. Il trago è piccolo, appuntito e giallastro. Le membrane alari sono nerastre. Le ali sono attaccate posteriormente alla base dell'alluce. I piedi sono ricoperti di peli mediamente densi. È privo di coda. L'uropatagio è ridotto ad una sottile membrana lungo la parte interna degli arti inferiori, con il margine libero densamente frangiato e a forma di U rovesciata. Il calcar è corto.

## Biologia

### Comportamento
Si rifugia all'interno di grotte superficiali.

### Alimentazione
Si nutre di frutta.

### Riproduzione
Femmine gravide con un singolo feto sono state catturate a fine marzo, fine maggio, novembre, dicembre e gennaio, mentre femmine che allattavano sono state catturate a marzo.

## Distribuzione e habitat
Questa specie è diffusa nel Venezuela centrale e meridionale, Guyana e Suriname.
Vive nelle foreste umide subtropicali tra 700 e 2.100 metri di altitudine.

## Conservazione
La IUCN Red List, considerato che questa specie è relativamente comune nel suo areale e presente in un habitat non minacciato, classifica P.aurarius come specie a rischio minimo (Least Concern)).